# Campionati africani di sollevamento pesi
I Campionati africani di sollevamento pesi (African Weightlifting Championships) sono le competizioni che assegnano i titoli africani nello sport del sollevamento pesi. La prima edizione si disputò nel 1979 ed è organizzata dalla Weightlifting Federation of Africa (WFA) per un totale di 34 edizioni maschili e 23 edizioni femminili.
Dal 1998 si tiene la competizione femminile, disputata sempre in sedi unificate. Dal 1985 i campionati africani si disputano regolarmente tranne in sei occasioni (1987, 1991, 1995, 1999, 2003 e 2007). A partire dal 2008 si disputano tutti gli anni tranne nel 2020, quando il torneo, inizialmente programmato dal 13 al 20 aprile, fu dapprima posticipato dal 15 al 23 giugno e poi annullato a causa della Pandemia di COVID-19.
Nel 2011 i campionati furono organizzati congiuntamente con i campionati del Commonwealth, mentre nel 2015 la gara dei Giochi panafricani era valida anche come campionato africano. Nel 2025 la 35ª edizione maschile e la 24ª femminile si svolgerà dal 20 al 28 aprile a Moka, nelle Mauritius.

## Titoli in palio
Ai campionati africani dall'edizione del 2019 vengono assegnati 20 titoli nel totale dell'esercizio (60 considerando anche le due specialità, lo strappo e lo slancio) in 10 categorie maschili e 10 femminili, sotto elencate.
Categorie maschili
| Categoria            | Eventi         |
| -------------------- | -------------- |
| Pesi mosca           | Fino a 55 kg   |
| Pesi gallo           | Fino a 61 kg   |
| Pesi piuma           | Fino a 67 kg   |
| Pesi leggeri         | Fino a 73 kg   |
| Pesi medi            | Fino a 81 kg   |
| Pesi massimi leggeri | Fino a 89 kg   |
| Pesi mediomassimi    | Fino a 96 kg   |
| Pesi massimi primi   | Fino a 102 kg  |
| Pesi massimi         | Fino a 109 kg  |
| Pesi supermassimi    | Oltre i 109 kg |

Categorie femminili
| Categoria            | Eventi          |
| -------------------- | --------------- |
| Pesi mosca           | Fino a 45 kg    |
| Pesi gallo           | Fino a 49 kg    |
| Pesi piuma           | Fino a 55 kg    |
| Pesi leggeri         | Fino a 59 kg    |
| Pesi medi            | Fino a 64 kg    |
| Pesi massimi leggeri | Fino a 71 kg    |
| Pesi mediomassimi    | Fino a 76 kg    |
| Pesi massimi primi   | Fino a 81 kg    |
| Pesi massimi         | Fino a 87 kg    |
| Pesi supermassimi    | Oltre gli 87 kg |

Per la decisione dell'IWF del 3 dicembre 2024, a partire dal 1º giugno 2025 si tornano ad assegnare 16 titoli africani, 8 maschili e 8 femminili, con la riorganizzazione dei limiti di peso: le categorie escluse sono i pesi mosca e i pesi massimi primi, maschili e femminili.
Categorie maschili
| Categoria            | Eventi         |
| -------------------- | -------------- |
| Pesi gallo           | Fino a 60 kg   |
| Pesi piuma           | Fino a 65 kg   |
| Pesi leggeri         | Fino a 71 kg   |
| Pesi medi            | Fino a 79 kg   |
| Pesi massimi leggeri | Fino a 88 kg   |
| Pesi mediomassimi    | Fino a 98 kg   |
| Pesi massimi         | Fino a 110 kg  |
| Pesi supermassimi    | Oltre i 110 kg |

Categorie femminili
| Categoria            | Eventi          |
| -------------------- | --------------- |
| Pesi gallo           | Fino a 48 kg    |
| Pesi piuma           | Fino a 53 kg    |
| Pesi leggeri         | Fino a 58 kg    |
| Pesi medi            | Fino a 63 kg    |
| Pesi massimi leggeri | Fino a 69 kg    |
| Pesi mediomassimi    | Fino a 77 kg    |
| Pesi massimi         | Fino a 86 kg    |
| Pesi supermassimi    | Oltre gli 86 kg |

## Edizioni

### Maschili
| N. | Anno | Date                    | Città e nazione ospitante  | Disc. | Atleti | Naz. |
| -- | ---- | ----------------------- | -------------------------- | ----- | ------ | ---- |
| 1  | 1979 | marzo                   | Il Cairo Egitto            |       |        |      |
| 2  | 1985 |                         | Assuan Egitto              | 27    | 26     | 6    |
| 3  | 1986 |                         | Nairobi Kenya              |       |        |      |
| 4  | 1988 |                         | Il Cairo Egitto            | 30    | 12     | 3    |
| 5  | 1989 | 18–22 giugno            | Boufarik Algeria           | 30    | 32     | 5    |
| 6  | 1990 |                         | Tripoli Libia              | 30    |        |      |
| 7  | 1992 |                         | Nairobi Kenya              | 30    | 26     | 6    |
| 8  | 1993 | 12–15 aprile            | Il Cairo Egitto            | 30    |        |      |
| 9  | 1994 | aprile                  | Città del Capo Sudafrica   | 30    |        |      |
| 10 | 1996 | 8–17 aprile             | Ismailia Egitto            | 30    |        |      |
| 11 | 1997 | 27–29 aprile            | Porto Said Egitto          | 30    |        |      |
| 12 | 1998 | 30 maggio – 6 giugno    | Algeri Algeria             | 45    |        |      |
| 13 | 2000 | 7–11 marzo              | Yaoundé Camerun            | 45    |        |      |
| 14 | 2001 | 8–15 aprile             | Stellenbosch Sudafrica     | 45    |        |      |
| 15 | 2002 | maggio                  | Nairobi Kenya              | 45    |        |      |
| 16 | 2004 | 3–6 maggio              | Tunisi Tunisia             | 45    |        |      |
| 17 | 2005 | 24–29 luglio            | Kampala Uganda             | 45    |        |      |
| 18 | 2006 | 23–30 agosto            | El Jadida Marocco          | 45    |        |      |
| 19 | 2008 | 10–16 maggio            | Strand Sudafrica           | 45    |        |      |
| 20 | 2009 | 1°–8 agosto             | Kampala Uganda             | 45    |        |      |
| 21 | 2010 | 3–6 agosto              | Yaoundé Camerun            | 45    |        |      |
| 22 | 2011 | 8–15 ottobre            | Città del Capo Sudafrica   | 45    |        |      |
| 23 | 2012 | 30 marzo – 2 aprile     | Nairobi Kenya              | 45    |        |      |
| 24 | 2013 | 30 ottobre – 3 novembre | Casablanca Marocco         | 45    |        |      |
| 25 | 2015 | 7–9 settembre           | Brazzaville Rep. del Congo | 45    |        |      |
| 26 | 2016 | 7–13 maggio             | Yaoundé Camerun            | 45    |        |      |
| 27 | 2017 | 10–18 luglio            | Vacoas Mauritius           | 48    |        |      |
| 28 | 2018 | 10–17 agosto            | Mahébourg Mauritius        | 48    |        |      |
| 29 | 2019 | 25–29 aprile            | Il Cairo Egitto            | 60    |        |      |
| 30 | 2020 | 13–20 aprile            | Vacoas Mauritius           | 60    |        |      |
| 31 | 2021 | 27–29 maggio            | Nairobi Kenya              | 60    |        |      |
| 32 | 2022 | 28–31 ottobre           | Il Cairo Egitto            | 60    |        |      |
| 33 | 2023 | 14–19 maggio            | Tunisi Tunisia             | 60    |        |      |
| 34 | 2024 | 2–10 febbraio           | Ismailia Egitto            | 60    |        |      |
| 35 | 2025 | 20–28 aprile            | Moka Mauritius             | 60    |        |      |

### Femminili
| N. | Anno | Date                    | Città e nazione ospitante  | Disc. | Atleti | Naz. |
| -- | ---- | ----------------------- | -------------------------- | ----- | ------ | ---- |
| 1  | 1998 | 30 maggio – 6 giugno    | Algeri Algeria             | 45    |        |      |
| 2  | 2000 | 7–11 marzo              | Yaoundé Camerun            | 45    |        |      |
| 3  | 2001 | 8–15 aprile             | Stellenbosch Sudafrica     | 45    |        |      |
| 4  | 2002 | maggio                  | Nairobi Kenya              | 45    |        |      |
| 5  | 2004 | 3–6 maggio              | Tunisi Tunisia             | 45    |        |      |
| 6  | 2005 | 24–29 luglio            | Kampala Uganda             | 45    |        |      |
| 7  | 2006 | 23–30 agosto            | El Jadida Marocco          | 45    |        |      |
| 8  | 2008 | 10–16 maggio            | Strand Sudafrica           | 45    |        |      |
| 9  | 2009 | 1°–8 agosto             | Kampala Uganda             | 45    |        |      |
| 10 | 2010 | 3–6 agosto              | Yaoundé Camerun            | 45    |        |      |
| 11 | 2011 | 8–15 ottobre            | Città del Capo Sudafrica   | 45    |        |      |
| 12 | 2012 | 30 marzo – 2 aprile     | Nairobi Kenya              | 45    |        |      |
| 13 | 2013 | 30 ottobre – 3 novembre | Casablanca Marocco         | 45    |        |      |
| 14 | 2015 | 7–9 settembre           | Brazzaville Rep. del Congo | 45    |        |      |
| 15 | 2016 | 7–13 maggio             | Yaoundé Camerun            | 45    |        |      |
| 16 | 2017 | 10–18 luglio            | Vacoas Mauritius           | 48    |        |      |
| 17 | 2018 | 10–17 agosto            | Mahébourg Mauritius        | 48    |        |      |
| 18 | 2019 | 25–29 aprile            | Il Cairo Egitto            | 60    |        |      |
| 19 | 2020 | 13–20 aprile            | Vacoas Mauritius           | 60    |        |      |
| 20 | 2021 | 27–29 maggio            | Nairobi Kenya              | 60    |        |      |
| 21 | 2022 | 28–31 ottobre           | Il Cairo Egitto            | 60    |        |      |
| 22 | 2023 | 14–19 maggio            | Tunisi Tunisia             | 60    |        |      |
| 23 | 2024 | 2–10 febbraio           | Ismailia Egitto            | 60    |        |      |
| 24 | 2025 | 20–28 aprile            | Moka Mauritius             | 60    |        |      |